# HD 198716
HD 198716，又名CD-4014078，SAO 212522、HR 7987，是一颗恒星，视星等为5.35，位于銀經2.3，銀緯-39.76，其B1900.0坐标为赤經20h 47m 9.8s，赤緯-40° -39.76′ 3″。